# Amphoe Singhanakhon

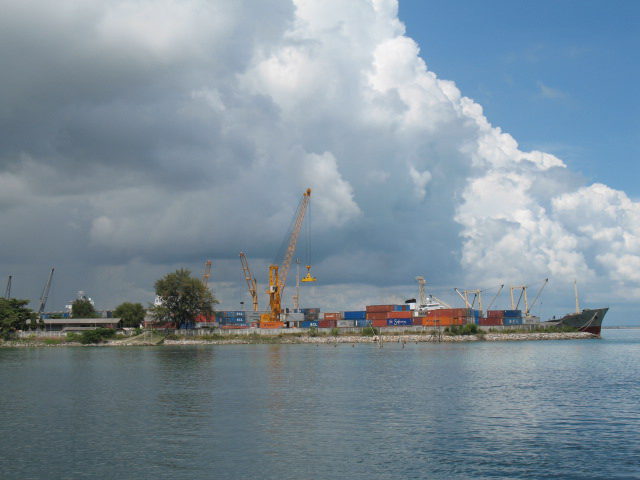
Songkhla Sea Port, vom Song Thale Park, Amphoe Mueang Songkhla aus gesehen

Amphoe Singhanakhon (thailändisch อำเภอ สิงหนคร) ist ein  Landkreis (Amphoe – Verwaltungs-Distrikt) im Norden der Provinz Songkhla. Die Provinz Songkhla liegt in der Südregion von Thailand an der Küste zum Golf von Thailand.

## Geographie
Benachbarte Distrikte und Gebiete (von Süden im Uhrzeigersinn): die Amphoe Mueang Songkhla, Hat Yai und Khuan Niang in der Provinz Songkhla, Amphoe Pak Phayun der Provinz Phatthalung sowie Amphoe Sathing Phra wieder in Songkhla. Im Osten liegt der Golf von Thailand.
Im Süden des Landkreises liegt der Thale Luang, im Norden der Songkhla-See.

## Geschichte
Am 15. Februar 1988 wurde Singhanakhon zunächst als Unterbezirk (King Amphoe) eingerichtet, indem elf Tambon vom Amphoe Mueang Songkhla abgetrennt wurden. 
Am 19. Juli 1991 wurde Singhanakhon zum Amphoe heraufgestuft.

## Verwaltung

### Provinzverwaltung
Amphoe Singhanakhon ist in elf Unterbezirke (Tambon) eingeteilt, welche weiter in 77 Dorfgemeinschaften (Muban) unterteilt sind.
| Nr. | Name Tambon | Thai    | Muban | Einw.  |
| --- | ----------- | ------- | ----- | ------ |
| 01. | Ching Kho   | ชิงโค    | 10    | 11.106 |
| 02. | Sathing Mo  | สทิงหม้อ  | 06    | 16.710 |
| 03. | Thamnop     | ทำนบ    | 07    | 04.248 |
| 04. | Ram Daeng   | รำแดง   | 07    | 02.678 |
| 05. | Wat Khanun  | วัดขนุน   | 08    | 08.374 |
| 06. | Chalae      | ชะแล้    | 05    | 02.850 |
| 07. | Pak Ro      | ปากรอ   | 06    | 02.465 |
| 08. | Pa Khat     | ป่าขาด   | 05    | 02.894 |
| 09. | Hua Khao    | หัวเขา   | 08    | 14.957 |
| 10. | Bang Khiat  | บางเขียด | 05    | 03.317 |
| 11. | Muang Ngam  | ม่วงงาม  | 10    | 11.847 |

### Lokalverwaltung
Es gibt zwei Städte (Thesaban Mueang) im Landkreis: 
- Singhanakhon (เทศบาลเมืองสิงหนคร), bestehend aus Teilen der Tambon Ching Kho und Thamnop und den gesamten Tambon Hua Khao und Sathing Mo.
- Muang Ngam (เทศบาลเมืองม่วงงาม), bestehend aus dem gesamten Tambon Muang Ngam.

Daneben gibt es eine Kleinstadt (Thesaban Tambon) im Landkreis:
- Chalae (เทศบาลตำบลชะแล้), bestehend aus dem gesamten Tambon Chalae.

Außerdem gibt es sieben „Tambon-Verwaltungsorganisationen“ (TAO, องค์การบริหารส่วนตำบล) für die Tambon oder die Teile von Tambon im Landkreis, die zu keiner Stadt gehören.